# السجع في الشعر
السَّجْع في الشعر هي اتفاق الفواصل في القافية في البيت من الشعر.

## أمثلة
قول أبو تمام: